# Уязибашево
Уязиба́шево (рос. Уязыбашево, башк. Өйәҙебаш) — село у складі Міякинського району Башкортостану, Росія. Входить до складу Великокаркалинської сільської ради.
Населення — 423 особи (2010; 471 в 2002).
Національний склад:
- чуваші — 99%